# Jean-Baptiste Crépeau
Pour les articles homonymes, voir Crépeau.
Jean-Baptiste Crépeau, né le 19 mars 1923 à Gravelbourg en Saskatchewan et mort le 24 juillet 1975 à Laval, au Québec, est un homme politique, homme d'affaires et juge canadien.
Il est notamment député à l'Assemblée nationale du Québec de 1962 à 1965, puis juge en chef de la Cour municipale de Laval de 1965 à 1975.

## Biographie
Né le 19 mars 1923 à Gravelbourg en Saskatchewan, Jean-Baptiste Crépeau est le fils de Jean-Baptiste Crépeau, avocat, et de Blanche Provencher.

### Études
Il commence ses études post-secondaires au Collège Mathieu de Gravelbourg, le seul établissement collégial de langue française en Saskatchewan.
Il s'engage ensuite dans la Marine royale canadienne de 1943 à 1945.
En 1950, il obtient un diplôme à la faculté de droit de l'Université McGill, avant d'être admis au Barreau du Québec en juillet 1950. Il s'installe ensuite à Montréal en 1952.

### Carrière politique et juridique
En 1957, il est candidat aux élections fédérales canadiennes dans la circonscription de Montréal-St-Jacques où il est défait par Roland Beaudry.
En 1958, il devient secrétaire du Barreau de Montréal jusqu'en 1959.
En 1960, il tente à nouveau une entrée en politique lors des élections générales québécoises où il se porte candidat dans la circonscription de Montréal-Mercier pour le Parti libéral. Il échoue toutefois dans sa tentative.
Il est de nouveau candidat dans la même circonscription lors des élections générales québécoises de 1962 où il réussit à défaire l'ex ministre d'État Gérard Thibeault.
Le 15 décembre 1965, il est nommé juge à la Cour municipale de Laval. Cette nomination rend automatiquement son siège de député vacant. Par la suite[Quand ?], il est nommé juge en chef.